# Europejska konwencja krajobrazowa

Każda ze Stron podejmie działania na rzecz:
a) prawnego uznania krajobrazów jako istotnego komponentu otoczenia ludzi, jako wyrażenia dzielonej przez nie różnorodności kulturowej i przyrodniczej oraz podstawy ich tożsamości;
b) ustanowienia i wdrożenia polityki w zakresie krajobrazu ukierunkowanej na ochronę, gospodarkę i planowanie krajobrazu (...) 
c) ustanowienia procedur udziału ogółu społeczeństwa, organów lokalnych i regionalnych oraz innych stron zainteresowanych zdefiniowaniem i wdrożeniem polityki w zakresie krajobrazu (...) 
d) zintegrowania krajobrazu z własną polityką w zakresie planowania regionalnego i urbanistycznego i własną polityką kulturalną, środowiskową, rolną, społeczną i gospodarczą, jak również z wszelką inną polityką, która bezpośrednio lub pośrednio oddziałuje na krajobraz.

Europejska konwencja krajobrazowa – wielostronna umowa przyjęta w ramach Rady Europy 20 października 2000 roku we Florencji, ratyfikowana przez Polskę w roku 2004. 
Głównym celem Konwencji jest promowanie działań na rzecz krajobrazu, jego ochrona, zarządzanie i planowanie oraz organizowanie europejskiej współpracy w tym zakresie (art. 3). 
Do Konwencji nawiązują polskie polityki krajowe dotyczące zagospodarowania przestrzennego i polityki ekologicznej.